# Tantaal-180m1
Tantaal-180m1 of 180m1Ta is een metastabiele isotoop (de m staat voor meta) van tantaal, een overgangsmetaal. Het is een van de twee stabiele isotopen van het element, naast tantaal-181. De abundantie op Aarde bedraagt 0,012%. Het is daarmee het enige in de natuur voorkomende nucleair isomeer. Bovendien is het de meest zeldzame primordiale isotoop in het universum.
Opmerkelijk is dat dit nucleair isomeer als stabiel wordt beschouwd, omdat deze isomeren meestal een zeer korte halfwaardetijd bezitten. Van tantaal-180m1, met een halfwaardetijd van ongeveer 20 biljard jaar, wordt vermoed dat het via enkele radioactieve vervalroutes overgaat in andere isotopen:
- Via isomerische transitie naar de radio-isotoop tantaal-180
- Via β−-verval naar de stabiele isotoop wolfraam-180
- Via elektronenvangst naar de stabiele isotoop hafnium-180

Toch is geen enkel van bovenstaande vervalroutes waargenomen, onder meer vanwege de extreem lange halfwaardetijd, die enkele miljoenen malen groter is dan de leeftijd van het universum.
155Ta · 156Ta · 156mTa · 157Ta · 157m1Ta · 157m2Ta · 158Ta · 158mTa · 159Ta · 159mTa · 160Ta · 160mTa · 161Ta · 161mTa · 162Ta · 163Ta · 164Ta · 165Ta · 165mTa · 166Ta · 167Ta · 168Ta · 169Ta · 170Ta · 171Ta · 172Ta · 173Ta · 174Ta · 175Ta · 176Ta · 176m1Ta · 176m2Ta · 176m3Ta · 177Ta · 177m1Ta · 177m2Ta · 177m3Ta · 177m4Ta · 178Ta · 178m1Ta · 178m2Ta · 178m3Ta · 179Ta · 179m1Ta · 179m2Ta · 179m3Ta · 179m4Ta · 179m5Ta · 179m6Ta · 180Ta · 180m1Ta · 180m2Ta · 180m3Ta · 180m4Ta · 181Ta · 181m1Ta · 181m2Ta · 181m3Ta · 181m4Ta · 182Ta · 182m1Ta · 182m2Ta · 183Ta · 183mTa · 184Ta · 185Ta · 185mTa · 186Ta · 186mTa · 187Ta · 188Ta · 189Ta · 190Ta · 191Ta · 192Ta · 193Ta · 194Ta